# Norton 360
Norton 360 è un software di sicurezza sviluppato dalla Symantec, che comprende, oltre alla funzione di antivirus fornita dalla maggior parte dei software Norton, anche un'utility di manutenzione del pc, di deframmentazione disco, pulizia disco, backup e tante altre funzioni che aiutano l'utente a mantenere in buono stato il pc.
Il software è distribuito in modalità download (scaricandolo dal sito), su dischetto e in versione OEM già preinstallato sul computer.

## Versioni

### Versione 1
La versione 1 del software è uscita il 26 febbraio 2007 ed è la prima versione di Norton a usare il sistema SONAR di Symantec.
Il backup poteva essere salvato su CD, DVD o hard disk.
Lo spazio necessario in Windows Vista era di un processore da 800 MHz, 512 MB di RAM, e 300 MB di spazio libero su disco. In Windows XP invece sono richiesti 300 megahertz di processore, 256 megabyte di RAM e 300 MB di spazio libero su disco fisso.

### Versione 2
La versione 2 del software è uscita il 3 marzo 2008.
Oltre ai CD, ai DVD e all'hard disk il backup poteva essere effettuato su Blu-Ray e su DVD ad alta qualità (HD DVD).
È la prima versione che utilizza Norton Identy Safe per autentificarsi sul sito di Norton.

### Versione 3
La versione 3 del software è uscita il 4 marzo 2009 ed include Norton Safe Web. Norton Safe Web include un messaggio in Internet Explorer e Mozilla Firefox che comunica se un sito è sicuro o meno.

### Versione 4
Penultima versione del software, uscita il 17 febbraio 2010. In questa versione si trovano parecchie novità rispetto alla precedente versione anche in veste grafica.

### Versione 5
Distribuita nel febbraio 2011. Essa comprende anche il controllo alle mail, ai messaggi di chat e altro.

### Versione 6
La versione beta è stata distribuita a ottobre/novembre 2011. La versione 6 (definitiva) è stata distribuita anche in aggiornamento download nel febbraio 2012.